# Никулин, Валентин Юрьевич
Валенти́н Ю́рьевич Нику́лин (7 июля 1932, Москва — 6 августа 2005, там же) — советский, израильский и российский актёр театра и кино. Заслуженный артист РСФСР (1981). Народный артист РСФСР (1990).

## Биография
Валентин Никулин родился в Москве 7 июля 1932 года в еврейской семье. Его отец — драматург Юрий Вениаминович Никулин (1907—1958), мать — пианистка Евгения Наумовна Брук (1909—1982).   Внук театрального антрепренёра Вениамина Никулина; племянник писателя Льва Никулина, философа Г. Е. Глезермана, актёров Константина Шэйна и Тамары Шэйн (её муж — актёр Аким Тамиров). Родители расстались, когда будущему актёру было 5 лет.
Окончил юридический факультет МГУ им. М. В. Ломоносова (1957), затем — Школу-студию им. В. И. Немировича-Данченко при МХАТ (1960, однокурсником был Владимир Высоцкий). С того же года — актёр театра «Современник».
В этом театре он сыграл множество характерных ролей в спектаклях по произведениям классики и современных авторов. Основатель театра «Современник» Олег Ефремов называл В. Никулина одним из самых талантливых мастеров.
Был популярным киноактёром, признанным мастером художественного чтения, выступал как певец и мелодекламатор. В последние годы жизни выступал на различных сценах в музыкальном моноспектакле по стихам русских поэтов «Друзей моих прекрасные черты» (существует телеверсия спектакля). Прекрасно, проникновенно пел. Исполнил «Песню о друге» в фильме «Путь к причалу», «Песню красноармейца» («Наотмашь шашка рубит») из фильма «Кортик» и множество других музыкальных фрагментов в фильмах, спектаклях и передачах телевидения и радио, где создал множество разных образов.
В 1991 году эмигрировал в Израиль, прожил там 7 лет, играл в театре «Гешер», в 1998 году вернулся в Россию.
Валентин Никулин скончался 6 августа 2005 года в Москве, на 74-м году жизни, после тяжёлой продолжительной болезни (рак) и был похоронен на Донском кладбище. В июле 2007 года на могиле установлен памятник.

## Семья
Был дважды женат.
Троюродный брат — режиссёр Владимир Шредель.

## Фильмография
- 1961 — Високосный год — Андрей
- 1961 — Девять дней одного года — молодой физик
- 1962 — Путь к причалу — Марат Чепин
- 1964 — Письма к живым — Валентин
- 1964 — Большая руда — Владимир Сергеевич
- 1965 — Строится мост — машинист паровоза Качанов
- 1965 — Перекличка — журналист
- 1965 — Похождения зубного врача — пациент
- 1966 — Три толстяка — доктор Гаспар Арнери
- 1966 — Душечка — Владимир Платонович Смирнин
- 1967 — Таинственная стена — канадский путешественник
- 1968 — Любить… — одинокий гость
- 1969 — Братья Карамазовы — Смердяков
- 1969 — Комендант Лаутербурга — Лерхе
- 1970 — Баллада о Беринге и его друзьях — Георг Стеллер, ботаник
- 1970 — Удивительный мальчик — профессор Арт
- 1971 — Могила льва — Андрей
- 1972 — День за днём — Дмитрий
- 1972 — Идущие за горизонт — Николай Шаваносов
- 1973 — Свадьба — Момо
- 1973 — Был настоящим трубачом — отец Коти, артист
- 1973 — Крах инженера Гарина — портье
- 1974 — Авария — Фридрих, работник техобслуживания (озвучивал Владимир Ферапонтов) (в титрах не указан)
- 1974 — Иван да Марья — Тимоша, призрак башни
- 1974 — Аптека «Голубые шары» (телеспектакль) — Великий Завистник, Старший Советник по чудесам
- 1974 — Гончарный круг — атаман
- 1975 — Воздухоплаватель — Полонский
- 1975 — Горожане — пассажир в белом плаще, «Доцент»
- 1975 — Полковник в отставке — Павел
- 1975 — Волчья стая — Грибоед
- 1975 — Из записок Лопатина — Веденеев
- 1976 — Венок сонетов — Пожарский
- 1976 — Весёлое сновидение, или Смех и слёзы — Шут
- 1976 — Русалочка — Сульпитиус / сказочник
- 1977 — Долг — Карнаухов
- 1977 — Нос — дворник
- 1978 — Подозрительный
- 1978 — Расписание на послезавтра — Семён Семёныч
- 1978 — Встреча в конце зимы — поэт «без углов»
- 1979 — Человек меняет кожу — Немировский
- 1979 — Добряки — Мужеский
- 1979 — Циркачонок — Танти
- 1979 — Я хочу петь
- 1979 — Особых примет нет — Казимир Карбовский, связной-подпольщик
- 1979 — Время выбрало нас — снайпер-фельдфебель в лагере военнопленных
- 1980 — Клоун — Жека
- 1980 — Мы смерти смотрели в лицо — Король, артист Ленэстрады
- 1980 — Сицилианская защита — Лебедев
- 1980 — Тайна Эдвина Друда — Баззард, клерк Грюджиуса
- 1980 — Шальная пуля — Глазунов
- 1981 — Белый танец
- 1981 — Товарищ Иннокентий
- 1983 — Тайна виллы «Грета» — Марроне, тюремный надзиратель
- 1983 — За синими ночами — Оверичев
- 1984 — Канкан в Английском парке — Родионов
- 1984 — Капитан Фракасс — кардинал Ришельё
- 1984 — Осенний подарок фей — дедушка
- 1984 — Европейская история — человек в баре
- 1985 — Миллион в брачной корзине — Алессандро, слуга
- 1986 — Лицом к лицу — брокер
- 1986 — Звездочёт — Лассвиц
- 1987 — Честь имею
- 1987 — Топинамбуры — Гречишников
- 1987 — Визит к Минотавру — Андреа Гварнери
- 1987 — Дни и годы Николая Батыгина — художник
- 1988 — Трагедия в стиле рок — друг Дмитрия Бодрова
- 1988 — Балкон — Солнцелов
- 1989 — А был ли Каротин? — Сгибнев
- 1989 — Визит дамы — пастор
- 1989 — Без надежды надеюсь
- 1989 — Отче наш
- 1989 — Вход в лабиринт — фискал
- 1989 — Следствие ведут ЗнаТоКи. Мафия — Валентинов
- 1990 — Похороны Сталина — арестованный
- 1990 — Господня рыба — Анчарский
- 1991 — Воздушный поцелуй
- 1991 — И возвращается ветер… — камео
- 1993 — Грех. История страсти — актёр
- 1994 — Кофе с лимоном — пианист
- 1999 — Друзья Яны — сосед
- 2001 — Медики — психиатр
- 2002 — Провинциалы — педагог приёмной комиссии
- 2003 — Сыщики-2 — Нахимсон
- 2003 — Спас под берёзами — Маркуша
- 2003 — За тридевять земель — Кащеев / Кащей Бессмертный
- 2004 — МУР есть МУР — писатель Запятный
- 2005 — Sказка O Sчастье

### Озвучивание мультфильмов
- 1974 — Дарю тебе звезду — читает текст
- 1974 — Волшебник Изумрудного города — Хранитель Времени
- 1976 — Незнайка в Солнечном городе — волшебник
- 1978 — Робинзон Кузя — Робинзон Крузо
- 1982 — Росомаха и лисица — текст от автора
- 1988 — Сон
- 2003 — Рыцарский роман — текст от автора / вокал

### Радиоспектакли
- 1972 — Остров сокровищ — Бен Ганн
- 1978 — Большая докторская сказка — Волшебник
- 1982 — Золотой жук — Легран[4]
- 1970—1989 — В стране литературных героев — исполнитель песни Архипа Архиповича
- 1989 — Таинственный остров — исполнитель песни «Ни далеко, ни глубоко»

## Дискография
- 1972 — Поёт Валентин Никулин. Песни  из телеспектакля «День за днём». Фирма «Мелодия», ГД 0002877-78.
- 1972 — Поёт Валентин Никулин. Песни  из телеспектакля «Льды уходят в океан», из к/ф «Поезд в далекий август». Фирма «Мелодия», ГД 0003221-2.
- 1976 — Валентин Никулин. Песни из спектакля «Ещё не вечер». Фирма «Мелодия», М60-38777-78.
- 1989 — Валентин Никулин. «Моё поколение». Фирма «Мелодия», С60 29329 004.[5]